# تمارة بيترز
تمارة بيترز (بالهولندية: Tamara Peeters)‏ هي لاعبة بلياردو أمريكي ‏ هولندية، ولدت في 20 أبريل 1982.